# Wurzelmundqualle

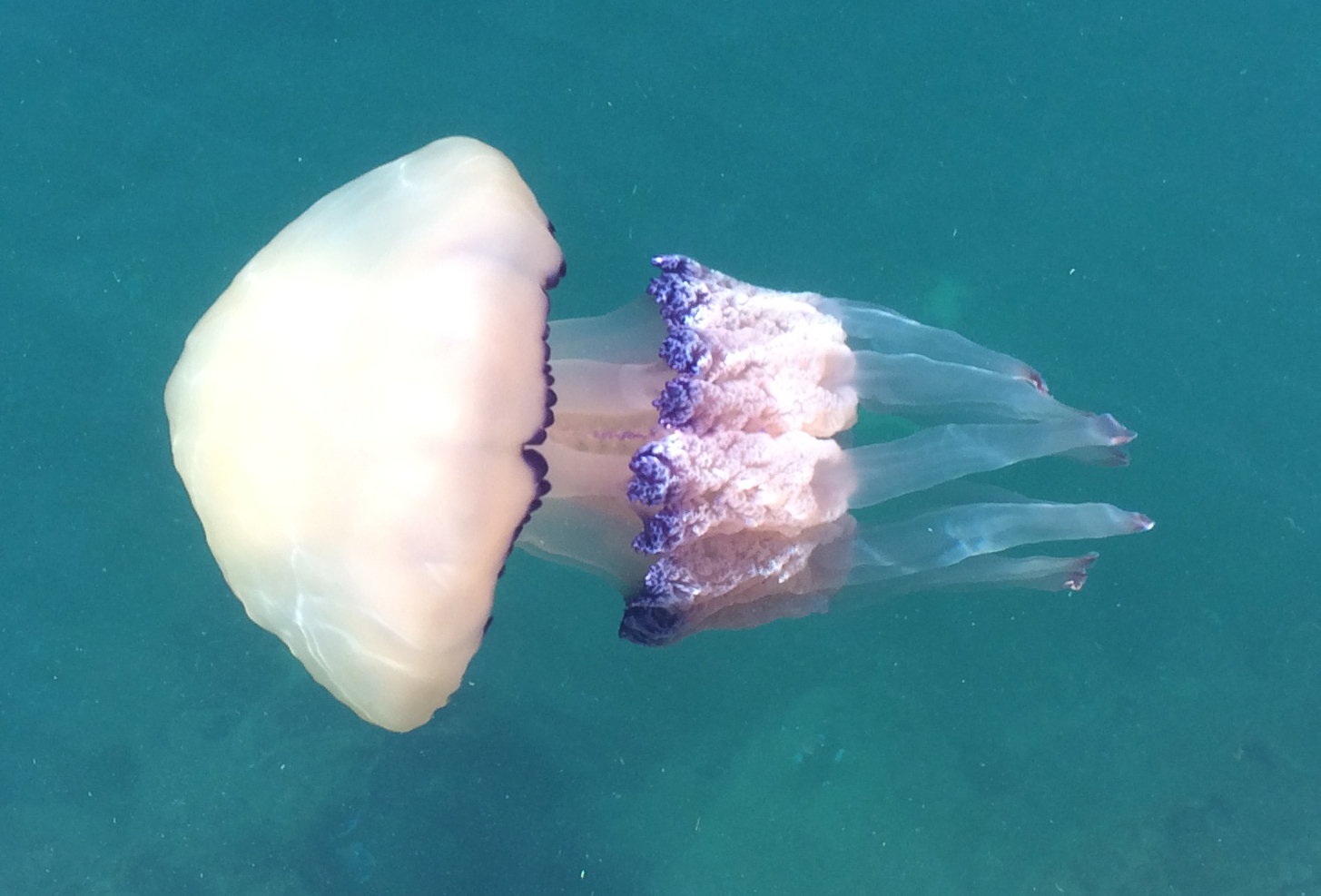
Wurzelmundqualle im Hafen von Triest

Die Wurzelmundqualle (Rhizostoma octopus), auch Blumenkohlqualle genannt, ist eine Quallenart aus der Gattung Rhizostoma in der Familie der Rhizostomatidae.

## Merkmale
Der gesamte Körper der Wurzelmundqualle ist von einer recht festen Konsistenz. Der Schirm kann einen Durchmesser von durchschnittlich 50 cm erreichen, in selteneren Fällen bis zu 90 cm, somit ist sie eine der größten Quallen. Oben auf dem sonst weiß- bis cremefarbenen Schirm ist sie bläulich getönt, die 96 Randlappen entlang des Schirmrandes weisen eine dunkelblaue bis violette Färbung auf. Am Schirm sind Nesselzellen vorhanden, jedoch sind sie schwach giftig, so dass sie die menschliche Haut bei Berührung meist kaum irritieren können; im Einzelfall kann ein Kontakt aber durchaus sehr unangenehm sein. Wie schon das Epitheton octopus aussagt, hat die Wurzelmundqualle am Körper acht Tentakeln, am Schirm jedoch fehlen sie. Bis zu den fiederähnlichen Fangbändern sind die Tentakeln, die genauso lang wie der Schirmdurchmesser sind, zusammengewachsen. Die Fiederbänder sind  blumenkohlähnlich gekräuselt, daher auch der Name Blumenkohlqualle. Die weiblichen Geschlechtszellen sind gelb über braun bis rot, die männlichen blau.
Die Wurzelmundqualle kann relativ schnell schwimmen. Das Auspressen des Wassers beim Zusammenziehen des großen Quallenschirmes (Rückstoßwirkung) kombiniert sie mit einer von innen nach außen geführten Umklappbewegung des dünnen Schirmrandes, was einen zusätzlichen Ruderschlageffekt bewirkt.

## Vorkommen
Die Wurzelmundqualle kommt pelagisch vor. Während sie sich im Winter in tieferen Gewässern aufhalten, kann man sie im Sommer näher an den Atlantikküsten und im Ärmelkanal finden, denn im seichteren Meeresgewässer pflanzen sie sich fort. Da sie dabei sehr große Geschlechtsglocken ausbilden, werden sie oft an den Strand gespült und verenden dort. 
Mit der Strömung gelangen sie auch oft bis in die Nordsee. Seltener findet man sie auch im Mittelmeer.

## Ernährung
Die Wurzelmundqualle ernährt sich von Plankton. Mit den gekräuselten Fiederbändern an den Tentakeln filtern sie es aus dem Wasserstrom, der bei der Fortbewegung aus dem Schirm gepresst wird.

## Fortpflanzung
Nach der Befruchtung im Sommer bis Frühherbst wandern die Wurzelmundquallen in tiefere Meeresgewässer zurück. Im Frühling schnüren sie Schirmchen von sich ab, aus denen sich junge Quallen entwickeln. Diese schwimmen in planktonreichem Wasser umher und wachsen schnell heran. Am Meeresgrund überwintern sie.

## Sonstiges
Unter den im Sommer angespülten Wurzelmundquallen findet man oft den durchsichtigen Quallenflohkrebs (Hyperia galba), der sich von dem Kadaver ernährt.